# Jaime Lusinchi
Jaime Ramón Lusinchi (n. 27 mai 1924, Clarines, Anzoátegui, Venezuela – d. 21 mai 2014, Caracas, Venezuela) a fost un medic și om politic venezuelean, președinte al Venezuelei în perioada 2 februarie 1984-2 februarie 1989, senator între anii 1989-1993.
Mandatul său a fost caracterizat de criză economică, creșterea datoriilor externe, politici populiste, deprecierea monedei naționale, inflație și corupție, care exacerbau criza sistemului politic înființat în 1958.
În timpul mandatului său era popular, dar după plecare a fost acuzat de corupție.
Jaime Lusinchi a primit titlul Doctor Honoris Causa de la universitățile Bar Ilan, Houston și Guadalajara.